# Giovanni Reale
Giovanni Reale  né à Candia Lomellina le 15 avril 1931 et mort à Luino le 15 octobre 2014, est un philosophe, historien de la philosophie et académicien italien. 

## Biographie
Giovanni Reale est né à Candia Lomellina le 15 avril 1931. Après des études primaires et secondaires à Casale Monferrato s'est forme à l'Université catholique du Sacré-Cœur de Milan parachevant ses études à l'étranger. Après une période où il a enseigné au lycée, il occupe une chaire près de l'Université de Parme donnant des cours de Philosophe morale et d'Histoire de la philosophie, puis devient professeur émérite à l'Université catholique de Milan, enseignant l'Histoire de la philosophie ancienne et où il a fondé le Centro di Ricerche di Metafisica (Centre de recherche de métaphysique) où se sont formés une grande partie de ses élèves.
À partir de 2005, il enseigne à la nouvelle université de philosophie Saint-Raphaël de Milan où il voulait fonder un Centre international de recherche sur Platon, sur le platonisme et sur la pensée de la civilisation occidentale.
Giovanni Reale est auteur de nombreux manuels (avec Dario Antiseri) pour le lycée. Il a mené des études historiques sur les philosophes présocratiques et est l'auteur de Storia della filosofia greca e romana en dix volumes.
Ses publications sont traduites en treize langues.
Le 3 juin 2011, il est distingué par l'attribution de l'ordre de Chevalier grand-croix de l'ordre du Mérite de la République italienne.
Giovanni Reale est mort à Luino le 15 octobre 2014 à l'âge de 83 ans.

## Publications
- Il concetto di filosofia prima e l'unità della Metafisica di Aristotele, 1961 ;
- Storia della filosofia antica, 5 volumes, 1975, rééditée à plusieurs reprises ;
- Per una nuova interpretazione di Platone, 1991 ;
- Saggezza antica, 1996 ;
- Eros demone mediatore 1997 ;
- Platone. Alla ricerca della sapienza segreta, 1997 ;
- Corpo, anima e salute, 1998 ;
- Socrate. Alla scoperta della sapienza umana, 1999 ;
- Il pensiero antico, 2001.